# El legado
 (août 2019).
Albums de Los Van Van
La Fantasia
(2014)
El legado est un album du groupe cubain Formell y Los Van Van.
Le groupe, qui en 2017 existe depuis 48 ans, s'appelait tout d'abord Juan Formell y Los Van Van (ou juste Los Van Van), Juan Formell étant mort en 2014, le groupe est alors rebaptisé "Formell y Los Van Van" puisque c'est le propre fils de Juan Formell déjà membre du groupe comme batteur qui en reprend la direction
Il s'agit du premier album du groupe depuis la mort de Juan Formell, 4 ans plus tôt (L'album  La Fantasia paru ensuite avait été enregistré de son vivant).
El legado signifie en espagnol "L'héritage", pour signifier que cet album est un hommage à l'héritage laissé par Juan Formell et son groupe Los Van Van qui a légué le rythme du Songo.
L'album comporte 14 titres, 11 inédits et 3 qui sont de nouvelles version de titres composés par Juan Formell : “Te extraño”, “Por que lo haces” et “Amiga mía”.
Il est sorti à Cuba fin décembre 2017 et en 2018 dans le reste du monde.
L'album fut révélé dans le salon 1930 de l'Hotel Nacional de La Havane le samedi 23 décembre 2017.
Le 20 janvier 2018 le groupe a donné concert de lancement de l'album à "La Casa de la Musica" de Varadéro.
- Le directeur d'orchestre, batteur et percussionniste, Samuel Formell, a composé et réalisé les arrangements de 3 titres : “Legado”, “Al paso”, “Yo no soy un mango”,
- Le claviériste, Boris Luna a composé “Que pena”, et a participé aux arrangements de 8 des 14 titres de l'album.
- Le chanteur "Roberton" (Roberto Hernández) a composé 3 titres : “Vanvaneo”, “Hecho pa’ Bailar” et “Anda, camina Juan”.
- Le chanteur Armando "Mandy" Cantero a composé “Vanvanidina”
- Le chanteur Abdel Rasalps "El Lele" a composé “Vamos a pasarla bien”.
- Le flûtiste, Jorge Leliebre, a composé “Culpable de nada” et “Legado de vida”
- 3 titres sont de nouvelles version de titres composés par Juan Formell : “Te extraño”, “Por que lo haces” et “Amiga mía”
  - “Te extraño” est ici interprété par Vanessa Formell. La version originale de ce titre se trouve sur l'album “Lo último en vivo” de 1994, il s'agissait d'un boléro interprété par Juan Formell lui-même. Boris Luna a réarrangé ici le morceau en songo, le solo de guitare est signé Jonathan Formell
  - “Por que lo haces” est ici interprété par "Roberton". La version originale de ce titre se trouve sur l'album “Volumen 4” de 1976.  Il a été ré-arrangé par le pianiste du groupe, Efrain Chibás, tout en gardant la sonorité et l'esprit du Los Van Van des années 1970.
  - “Amiga mía” est ici interprété par Mandy Cantero. La version originale de ce titre se trouve sur l'album “Eso que anda” de 1986, alors interprété par Mario "Mayito El Flaco" Valdés.

Vanessa Formell interprète 3 morceaux “Culpable de nada”, “Te extraño” y “legado de vida”,
Elle avait déjà chanté une fois avec Los Van Van en tant qu'artiste invitée sur l'album “Arrasando” de 2009 où elle interprétait “Un tumbao para los dos” du compositeur Kelvis Ochoa.
Comme la chanteuse Yenisel Valdes a quitté le groupe en 2017, elle s'est proposé de la remplacer...
La pochette a été dessinée par Michel Mirabal et représente le drapeau cubain.
- Directeur d'orchestre, batterie et timbales : Samuel Formell
- Chant: Vanessa Formell, Roberto Hernández "Robertón", Abdel Rasalps "El Lele", Mandy Cantero
- Piano : Efraín Chibás
- Güiro : Julio Noroña
- Congas : Joel Cuesta
- Clavier : Boris Luna
- Trombones : Hugo Morejón, Edmundo Pina, Alvaro Collado
- Flûte : Jorge Leliebre
- Violons : Irving Frontela , Ricardo Labrada
- Guitare : Jonathan Formell (sur le titre “Te extraño”)

## Pistes
1. Legado 5:01 (Samuel Formell)
2. Vamos a pasarla bien 4:40  (Abdel Rasalps "El Lele")
3. Vanvanidina 4:35 (Armando "Mandy" Cantero)
4. Culpable de nada 4:41 (Jorge Leliebre) (interpreté par Vanessa Formell)
5. Vanvaneo 5:29 ("Roberton")
6. Al paso 5:13 (Samuel Formell)
7. Qué pena 4:32 (Boris Luna)
8. Te extraño 5:11 (Juan Formell) (interpreté par Vanessa Formell)
9. Por qué lo haces 4:06 (Juan Formell) (interpreté par "Roberton")
10. Yo no soy un mango 4:19 (Samuel Formell)
11. Hecho pa' bailar 5:18 ("Roberton")
12. Legado de vida 4:44 (Jorge Leliebre)
13. Amiga mía 6:20 (Juan Formell) (interprété par Mandy Cantero)
14. Anda, camina Juan 5:44 ("Roberton")